# 의곡초등학교
의곡초등학교는 대한민국 경상북도 경주시 산내면 의곡리에 있는 공립 초등학교이다.
의곡초등학교는 2020년이후로 전학생은 없고 2022년에 전학을 간 학생이 3학년(2022기준)한명있다

## 학교 연혁
- 1923년 9월 1일 의곡공립보통학교 개교
- 1938년 4월 1일 의곡공립심상소학교로 개칭[1]
- 1941년 4월 1일 의곡공립국민학교로 개칭[2]
- 1981년 3월 1일 병설유치원 개원
- 1991년 3월 1일 우라분교장 본교 편입
- 1993년 3월 1일 일부분교장 본교 편입
- 1993년 3월 1일 감산분교장, 신원분교장 본교로 병합
- 1996년 3월 1일 대현분교장, 중리분교장 본교로 병합
- 1996년 3월 1일 의곡초등학교로 개칭[3]
- 2010년 2월 28일 우라분교장 본교로 병합
- 2014년 6월 30일 보도블럭 전면 포장 및 담장 벽화 작업 완공
- 2015년 5월 12일 벽화감상용 산책로 완공
- 2015년 5월 30일 교훈 및 학교 연혁비 건립
- 2020년 2월 14일 제94회 졸업식(졸업생 5명, 총 4,494명)
- 2020년 3월 1일 본교 4학급, 분교 4학급, 유치원 1학급 편성
- 2020년 3월 1일 금영휴 교장 부임

## 학교 상징
- 교화(校花) - 개나리 : 개나리와 같이 즐거운 마음과 강인한 정신을 가집시다.
- 교목(校木) - 느티나무 : 느티나무와 같이 굳센 의지와 밝고 슬기로운 몸과 마음을 가꿉시다.

## 참고 자료
- 의곡초등학교 - 한국교육학술정보원 학교알리미